# 富山運輸支局
富山運輸支局（とやまうんゆしきょく）は、国土交通省の46都道府県にある運輸支局のひとつ。所在地は富山県富山市新庄町馬場に所在する。

## 所在地
- 本庁舎（総務企画・陸運部門） - 富山市新庄町馬場82
- 伏木庁舎（海事部門） - 高岡市伏木錦町11-15（伏木港湾合同庁舎）

## 自動車登録管轄区域
- 富山県全域である。
  - ここで交付されるナンバープレートは｢富山｣ナンバーになる。
  - 1988年以前に交付されていたナンバープレートは｢富｣ナンバーであった。